# غدراس
غدراس هي قرية لبنانية من قرى قضاء كسروان في محافظة جبل لبنان.